# Błogosławieństwo (gmina)
Błogosławieństwo – dawna gmina wiejska istniejąca na przełomie XIX i XX wieku w guberni suwalskiej. Siedzibą władz gminy było Błogosławieństwo (lit. Plokščiai).
Za Królestwa Polskiego gmina Błogosławieństwo należała do powiatu władysławowskiego w guberni suwalskiej (od 1867).
Była to najdalej na północ wysunięta gmina Królestwa Polskiego.
Po odzyskaniu niepodległości przez Polskę i Litwę powiat władysławowski na podstawie umowy suwalskiej wszedł 10 października 1920 w skład Litwy.